# Goran Marić
Goran Marić (Servisch: Горан Марић) (Novi Sad, 23 maart 1984) is een Servisch voetballer. Hij speelt sinds 2010 als aanvaller bij Lombard-Pápa TFC.
Marić speelde van 1999 tot 2001 bij jeugdelftallen van FC Barcelona, waarna hij naar Celta de Vigo ging. Daar speelde de aanvaller onder meer voor het tweede elftal. In het seizoen speelde Marić op huurbasis bij UD Las Palmas negen wedstrijden in de Segunda División A. In augustus 2008 werd hij gecontracteerd als speler van Barça Atlètic, het tweede elftal van FC Barcelona. Na één seizoen vertrok Marić alweer. Hij tekende in Engeland voor Norwich City, waar hij na amper 5 maanden terug naar Spanje trok om er een contract te tekenen bij Real Unión. Vanaf seizoen 2010/11 speelt Maric in Hongarije, bij Lombard-Pápa TFC.

## Statistieken
| seizoen    | club             | land      | competitie                 | wed. | goals |
| ---------- | ---------------- | --------- | -------------------------- | ---- | ----- |
| 2005/06    | Celta de Vigo B  | Spanje    | Segunda División B Grupo 1 | ??   | ??    |
| 2006/07    | UD Las Palmas    | Spanje    | Segunda División A         | 9    | 0     |
| 2007/08    | Celta de Vigo B  | Spanje    | Segunda División B Grupo 1 | ??   | ??    |
| 2008/09    | Barça Atlètic    | Spanje    | Segunda División B Grupo 3 | 31   | 11    |
| 2009/10    | Norwich City     | Engeland  | League One                 | 1    | 0     |
| 2009/10    | Real Unión       | Spanje    | Segunda División A         | 9    | 0     |
| 2010/11    | Lombard-Pápa TFC | Hongarije | Magyar Labdarúgó Liga      | 23   | 11    |
| Bijgewerkt | 04-05-2011       |           |                            |      |       |